# Chant
Pour les articles homonymes, voir Chant (homonymie).
 (mai 2011).
Si vous disposez d'ouvrages ou d'articles de référence ou si vous connaissez des sites web de qualité traitant du thème abordé ici, merci de compléter l'article en donnant les références utiles à sa vérifiabilité et en les liant à la section « Notes et références ».

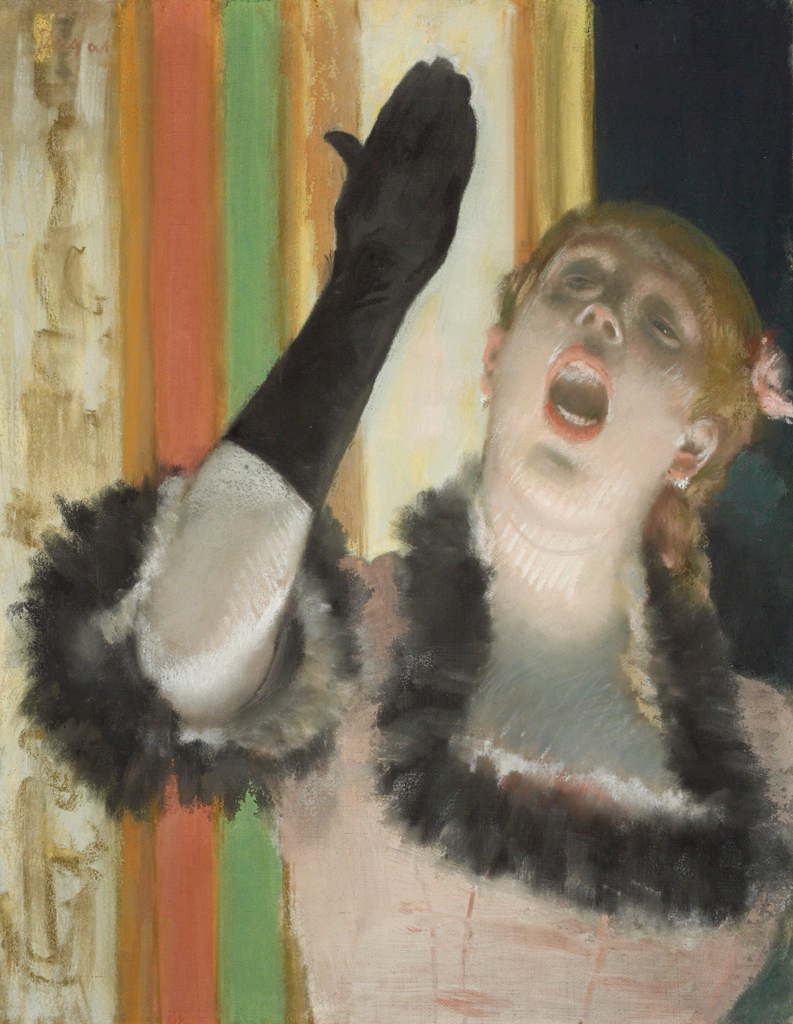
La Chanteuse au gant par Edgar Degas (1878).

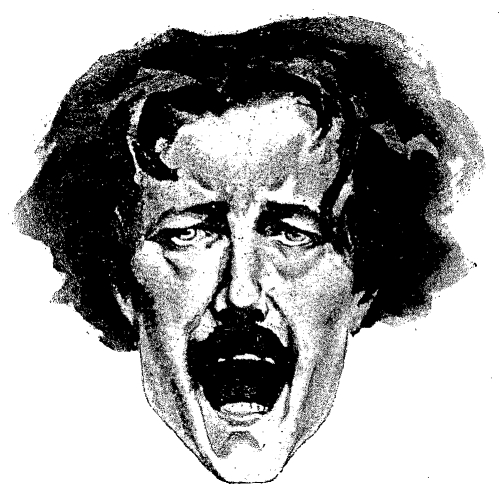
Maurice Rollinat chantant au piano, d'après une aquarelle de Gaston Béthune (1892).

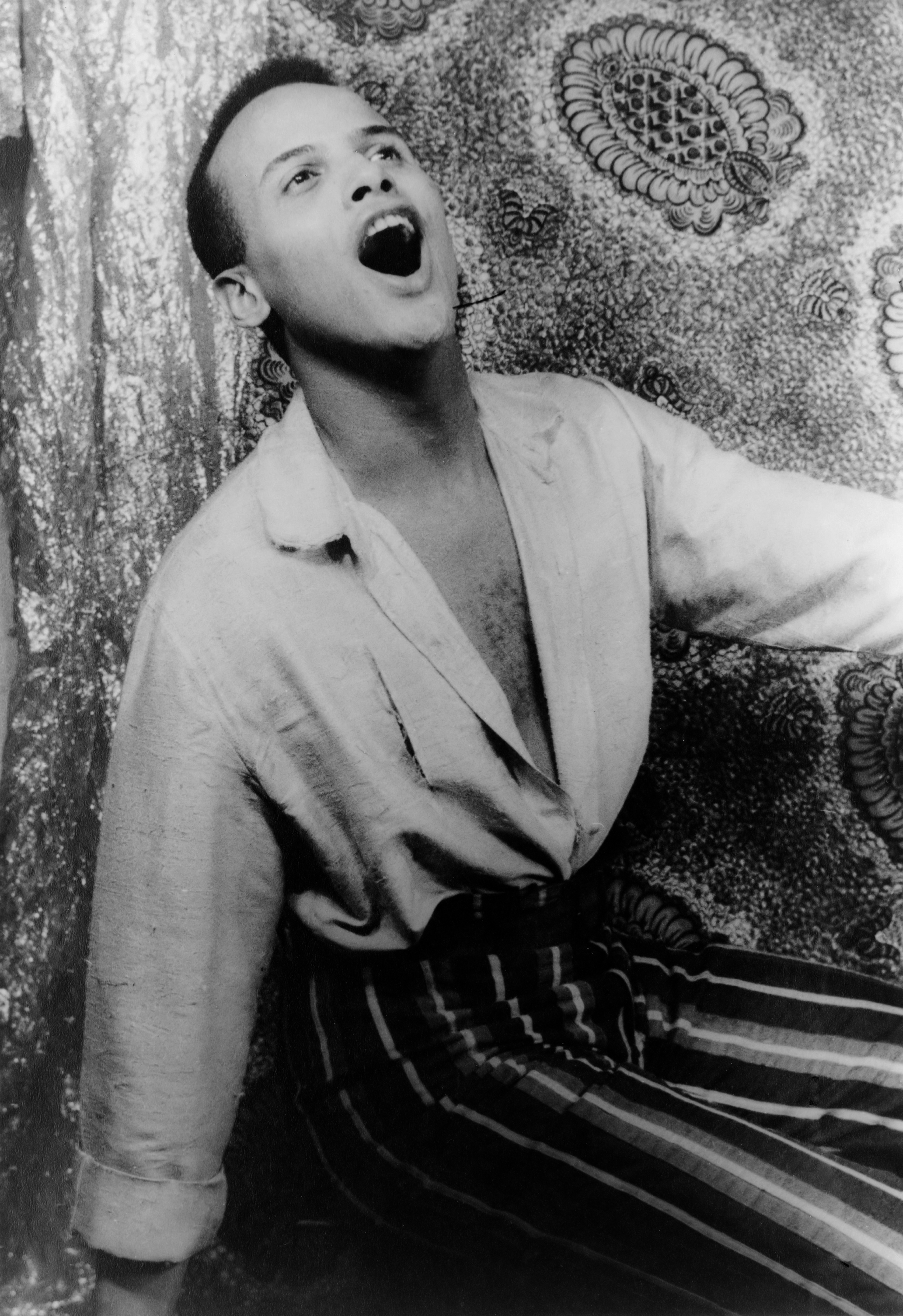
Harry Belafonte chantant, photographié par Carl Van Vechten (1954).

Le chant est l'ensemble de la production de sons musicaux produite par la voix humaine. La personne qui génère le chant est appelée chanteur, chanteuse, ou vocaliste. Le terme s'étend cependant aussi aux vocalisations et plus généralement aux signaux sonores émis par certains animaux dans un contexte de parade nuptiale ou non (chant des cigales, vocalisation des oiseaux, chant des baleines).

## Étymologie
Le mot « chant » vient du latin « cantus » comme « chant d'un humain, d'un oiseau, son d'un instrument, poème ».

## Historique
Le chant animal (en) a de nombreuses fonctions : cohésion du groupe, coopération, défense du territoire.
Les recherches archéologiques ont établi que la musique préhistorique est une composante de la vie des hommes dès le Paléolithique. L'utilisation d'instruments de musique (trous percés dans des instruments faits d'os ou d'argile) parfois associés à des instruments de chasse (tels que les appeaux ou les rhombes formant un lasso lesté) remonte à au moins 35 000 ans. Le choix des cavernes est d'ailleurs parfois réalisé pour leurs propriétés acoustiques (proximité avec des rivières souterraines ou des sources, peintures qui seraient concentrées dans les endroits où les échos sont les plus forts). Le chant est probablement lié à la tradition orale dans la mesure où la plupart des déclamations étaient scandées et souvent soutenues par des instruments de musique. Une hypothèse est que le chant s'est très tôt développé en tant que mode d'expression musicale par sa capacité à émettre des unités linguistiques (théorie du « musilangage » du musicologue Steven Brown). Les hommes préhistoriques auraient adopté ce système de communication au cours de cérémonies rituelles associant gestes, fumigations, danses, (d'où l'intérêt du nouveau champ d'études interdisciplinaire développé à la fin du XXe siècle, appelé choréomusicologie (en)) et chant.

## Technique
Le chant résulte de l'action du souffle : l'air est expulsé des poumons par l'action du diaphragme, comme pour une expiration normale, et fait vibrer les cordes vocales. Le son ainsi produit est ensuite amplifié par les cavités naturelles (nez, sinus, cavités pharyngiennes, thorax), et éventuellement articulé par la langue et les lèvres pour former des syllabes un peu comme lorsque l'on parle.
Le chant fait appel à toutes les ressources du corps humain : le système respiratoire est utilisé, mais aussi quantité de muscles aux fonctions les plus diverses, ceux du ventre, du dos, du cou, du visage. C'est d'ailleurs l'une des activités les plus complètes qui soit car elle exige une conscience du corps sur tous ces plans. On parle souvent d'ailleurs d'un entraînement musical et, dans une certaine mesure, un entraînement sportif, car, pour faciliter le travail de tous ces muscles — ouvrir la voie à l'air qui sort du corps et permettre aux poumons de se dilater au maximum —, il faut surveiller sa posture. « La cage thoracique doit être ouverte, les épaules rejetées en arrière et la colonne vertébrale bien droite »[réf. nécessaire]. Mais par-dessus tout, comme un entraînement sportif, le chant « exige un bon tonus musculaire et nous oblige à améliorer notre hygiène de vie — bien manger, faire de l'exercice, éviter le tabac, les excès d'alcool — pour faire des progrès et les maintenir »[réf. nécessaire]. Car si l'on ne s'exerce pas, il est possible de perdre ce qui a été appris, comme dans un sport, et d'être davantage essoufflé que lorsqu'on a arrêté de pratiquer cette discipline...

## Typologie
Chanter n'est pas seulement se servir de sa voix et de son corps, mais aussi interpréter, que partager au public les émotions contenues dans le texte chanté : c'est en cela qu'en fonction des genres musicaux sollicités, le chant rejoint fréquemment l'art de la scène.
- Depuis plusieurs siècles, le chant classique a inspiré de nombreux compositeurs qui lui ont dédié divers genres musicaux : chants grégoriens, chansons polyphoniques, messes, motets, chorals, cantates, opéras, oratorios, mélodies, etc.
- Dans la musique traditionnelle, les chants reflètent la diversité culturelle des peuples du monde avec leurs langues et leurs instruments.
- Dans le chant jazz, la voix peut être utilisée comme un instrument pour chanter des paroles à la manière de solos instrumentaux (vocalese), utiliser des onomatopées à la place de paroles (scat), ou même imiter le son d'un instrument.
- La chanson contemporaine regroupe des styles musicaux très divers comme le chant rock, le rap, le blues, le reggae, les chants inspirés du gospel, les ballades qui mettent parfois en musique des poésies classiques etc.
- Le chant choral harmonisé associé avec la chorégraphie donne lieu à un spectacle vivant et rend la scène accessible au plus grand nombre.
- Le Chant de fête chanson joyeuse qui parle de moment de fête et de joie.

## La transposition du chant
Il arrive souvent que l'ambitus du chant ne corresponde pas à la tessiture de l'interprète auquel cas la transposition est souhaitable. Elle peut se faire naturellement A cappella, sinon il faut rechercher une autre tonalité pour l'accompagnement musical.[réf. nécessaire]